# Patrick Blackett
Pour les articles homonymes, voir Blackett.
Patrick Maynard Stuart Blackett, né le 18 novembre 1897 à Londres et mort le 13 juillet 1974 dans la même ville, est un physicien expérimentateur britannique, lauréat du prix Nobel de physique de 1948 « pour son développement de la chambre à nuage de vapeur de Wilson, et ses découvertes dans les champs de la physique nucléaire et des rayons cosmiques ». Il est également lauréat de la médaille royale en 1940 et de la médaille Copley en 1956.

## Biographie
Diplômé du Magdalene College de l'Université de Cambridge en 1921, il est nommé professeur de physique à l'Université de Londres en 1933 puis à celle de Manchester en 1937. 
Il développe le concept original de la bouée acoustique en mai 1941.
Il devient président de la Royal Society en 1965 et est anobli en 1969.
À la fin des années 1940, il écrit que « la bombe nucléaire est la première opération d'importance dans la guerre froide diplomatique », devenant ainsi l'un des premiers à contester l'utilité de la bombe nucléaire dans la Seconde Guerre mondiale.